# Ярхо, Григорий Исаакович
Григорий Исаакович Ярхо (1886 — 1954) — русский и советский переводчик. Брат Бориса и Аркадия Ярхо.

## Биография
Сын известного московского врача. Учился в гимназии вместе с поэтом Владиславом Ходасевичем, был с ним дружен.
В 1920-30-е гг. активно выступал как редактор и переводчик зарубежной литературы, преимущественно французской. В переводах Ярхо опубликованы, в частности, романы Анатоля Франса «Аметистовый перстень» и «Господин Бержере в Париже» (из тетралогии «Современная история»), роман Дени Дидро «Жак Фаталист и его хозяин» и ряд его же мелких произведений («Он и я», «Мой отец и я», «Сожаления о моём старом халате», «Это не сказка»), плутовские романы «Похождения Жиль Бласа из Сантильяны» Алена Рене Лесажа и «Правдивое комическое жизнеописание Франсиона» Шарля Сореля, а также ранняя пьеса Иоганна Вольфганга Гёте «Клаудина де Вилла Белла» (со стихами в переводе Сергея Заяицкого).
В 1953 году безуспешно пытался добиться публикации научных работ своего младшего брата Бориса.
Сын Григория Ярхо Сергей в 1920-е гг. оказался во Франции, торговал наркотиками и в 1935 году покончил с собой вместе с поэтом Борисом Поплавским.
Урна с прахом захоронена в колумбарии Донского кладбища.